# دیر حافر
دیر حافر (به عربی: دیر حافر) یک شهر در سوریه است که در خرابه‌های دیر حافر واقع شده‌است. دیر حافر ۵٫۷ کیلومتر مربع مساحت و ۳۵٬۴۰۹ نفر جمعیت دارد و ۳۴۲ متر بالاتر از سطح دریا واقع شده‌است.